# 深圳地铁10号线
深圳地铁10号线，曾称坂田线，是深圳地铁的一条路线。线路起自福田口岸站，终至龙岗区平湖中心，预留远期東北经东莞凤岗延伸至龙岗黄阁、西南延伸至金琥道站的可能。一期途经深圳市福田、龙华、龙岗3区。线路全长29.34公里，共设站24个，全部为地下车站。其中，最大站间距3.94公里，最小站间距0.77公里，全线共设凉帽山车辆段、益田停车场、彩田停车场（预留）各一座，在莲花村站、孖岭站分别设置与3號綫、9号线的联络线。10号线于2020年8月18日11时18分与深圳地铁6号线同步通车。

## 历史

### 规划沿革
在深圳地铁规划上最早称为“10号线”的线路，出现于2007年的《深圳市轨道交通规划》。根据该规划，10号线定线由海上世界至松岗，全长36.4公里，设站24座，其中换乘站5座，暂定名为“宝安线”。此线路連接蛇口、南油、新安、西鄉、固戍、福永、沙井、松崗等地區，是西部濱海地區的另一條軌道幹線。此线路原本按照2007年7月深圳市规划局编制的《深圳市城市轨道交通建设规划（2011～2020）》，编为近期建设线路（三期线路），计划于2011-2020年建设。其后，在2011年5月修改通过的《深圳市城市轨道交通近期建设规划（2010-2016）》中，10号线未进入三期线路，建设时间推迟到四期工程。
2012年11月，深圳市规划与国土资源委员会发布了《深圳市轨道交通规划（修编）》，10号线走向进行了重大更改。线路被“腰斩”，由海上世界至桃源居，全长20.7公里，暂定名为“南宝线”。相关更改引起宝安老城区居民不满。随后，深圳市轨道办表示，地铁10号线有可能按原规划方案进行施工。最後，該綫改名為12號綫。
至于与现时10号线相若的线路规划则始于2011年，原称为16号线。当时深圳市政府批准了龙岗区政府“关于提前启动轨道交通16号线前期工作”的请示，并开展前期工作。但到了2012年，《深圳市轨道交通规划（修编）》，对16号线的定线进行修改。从平湖经凤岗至龙岗中心的区段被标注为深惠城际轨道交通的一部分，所以也有人认为最初方案中平湖至龙岗中心的部分已被后者取代。此外，根据2012年《深圳市轨道交通规划（修编）》，本线还规划有一条从雪象至观澜的支线。
2013年，深圳市政府将原来的深圳地铁16号线的编号改为10号线，并计划将其纳入三期工程，提前建设。深圳市宝安区城市轨道交通工作领导小组办公室表示：深圳原地铁10号线没有取消，原10号线编号调整为12号线，预计将于深圳地铁四期工程开工。
在2013年的规划中，10号线（原16号线）会从福田区一直通到龙岗中心城，10号线东延已于2020年列入交通运输部关于深圳市开展高品质创新型国际航空枢纽建设等交通强国建设试点工作的意见。
远期将通至龙岗中心城。未来，10号线将向南延伸至福田保税区，但是由于福田保税区为封闭管理，因此先以福田口岸为起点，但仍然在福田口岸會預留延伸條件，远期再延伸至福田保税区。
2013年1月7日市长许勤主持召开了深圳市轨道交通建设指挥部第十八次工作会议。会议研究了轨道交通10号线提前开工相关事宜，决定力争将10号线调整至轨道交通三期工程，或者在四期规划时作为一条重要线路提前安排，待国家有关部委批复同意后，争取于2015年开工建设。
2024年6月18日，东莞市轨道交通局将10号线东延的东莞段纳入第二期建设规划调整（2022-2030年）中。

### 建设
2015年10月17日，深圳地铁10号线开工，预计将在2020年建成通车。
2017年12月25日，穿越梅林關山體的深圳地铁10号线孖嶺至雅寶站北行鑽挖隧道貫通；而在2018年3月14日，南行鑽挖隧道亦告貫通。
2018年1月29日，涼帽山車輛段提早9個月局部封頂，而所有建築物亦於同年10月29日全面封頂。
2018年10月28日，雙擁街站封頂，正式取代港鐵尖東站成為亞洲主體結構最長的地鐵車站。
2019年2月22日，東莞市發改委正式就深圳地鐵10號線穿越東莞鳳崗的路段進行環境評估公示，而深圳市發改委亦在2019年2月25日進行環境評估公示﹐顯示本線將再延伸並增設5個車站，其中四座均在東莞市內，而終點站黃閣坑站將與深圳地鐵16號綫換乘；而此段9.8公里長的延長線，已劃入深圳地鐵第四期工程，並將提前動工。另外，深圳市發改委的公示亦提到本綫將從福田口岸站南延到福田保稅區，並增設兩個車站。
2019年7月23日，深圳地铁10号线正式全线贯通，而除了岗厦北站因正在進行四线大型枢纽交汇站之外，全线23个车站全部封顶。
2019年8月26日，由中车长春轨道客车股份有限公司生产的深圳地铁10号线首列车（10011/10018編組）在长春下线。及後，該列車於同年9月19日以甲種運送加擺渡車方式送抵車輛段。
2019年12月31日，深圳地铁10号线凉帽山站至双拥街站区间列车热滑试验完成。
2020年1月21日上午，10号线福田口岸站至凉帽山站区间也顺利完成热滑试验，至此全线热滑实验全部完成。
2020年3月31日上午，10号线开始空载试运行，2020年8月18日上午11时18分正式开通。
2022年10月28日，10号线岗厦北站与11号线福田至岗厦北段及14号线同步正式开通。

## 车厂

### 凉帽山车辆段
凉帽山车辆段位于深圳市龙岗区南湾街道，占地面积为26万平方米，车辆段从甘坑站－凉帽山站区间设联络线，共8条隧道，地质复杂，全部在山体内开挖，开挖量较大，工程于2016年5月完成。

### 益田停车场
益田停车场位于深圳市福田区福荣都市绿道地底（广深高速与福荣路之间的绿化带），为地下两层结构，主要承担配备列车停放和列检、一般故障处理、清洗及定期消毒等日常维护工作及夜间工程车停放任务，设出入线与福田口岸站相连，出入线为明挖结构。施工期间福荣绿道，福保隧道到福田保税区1号隧道大约1.5公里的范围会封闭，工程预计于11月动工，2018年封顶。施工方在没有通知附近小区住户的情况下，贸然进场施工，遭到小区住户的质疑，有住户表示，修建地铁当然欢迎，但是在施工前施工方也得知会业主一声。

## 行车間隔

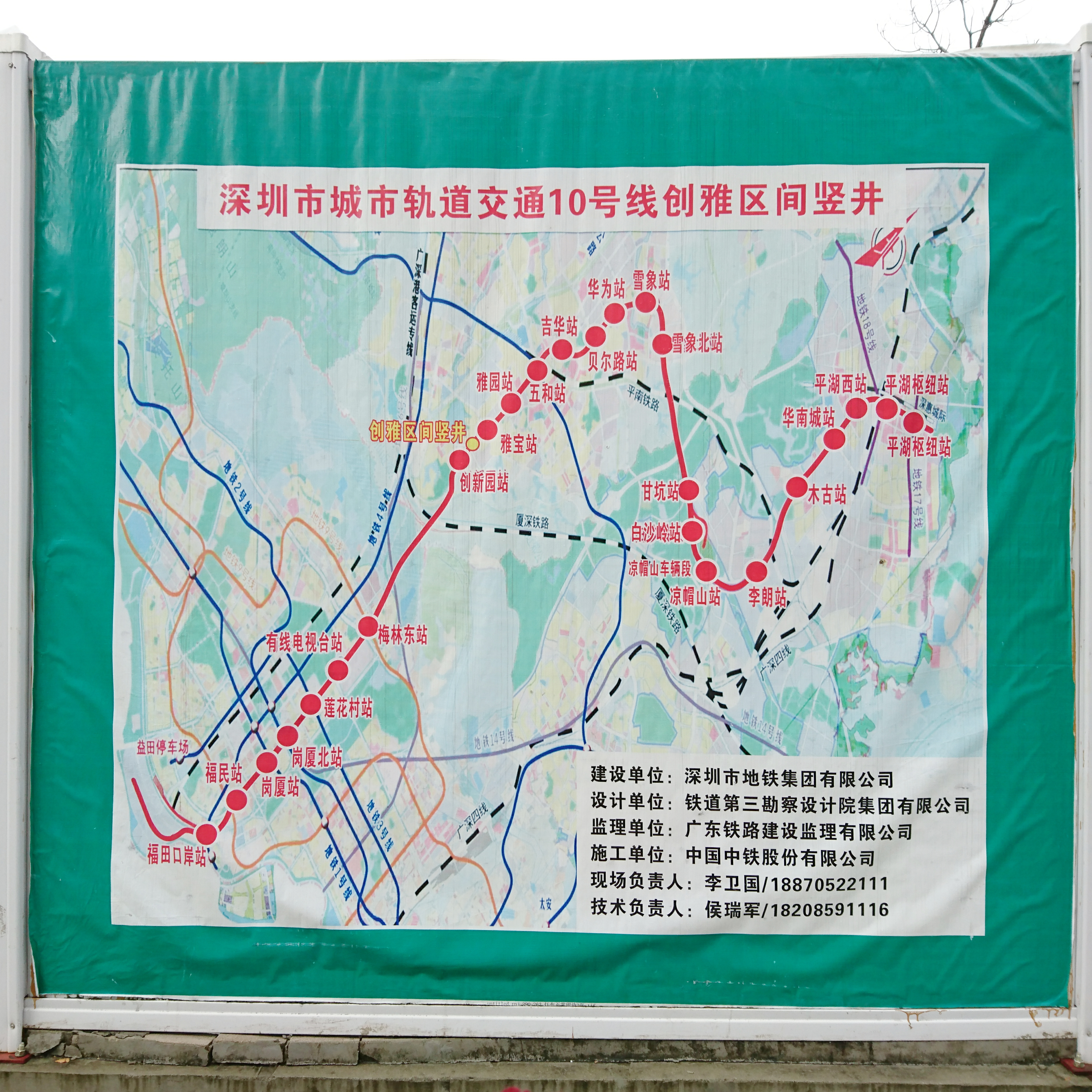
深圳地鐵10號線線路圖

运营时间为每天的6时30分至23时。全程运行时间为54分钟。从福田口岸到双拥街全程单向票价为7元。行车间隔如下：
| 工作日                                | 工作日               | 周末及节假日      |
| 早高峰                                | 晚高峰               | 全日班次          |
| 3分20秒（雪象→福田口岸，08:00-08:30） | 5分（雪象↔福田口岸） | 6分35秒（全程車） |
| 5分（雪象↔福田口岸）                  | 5分（雪象↔福田口岸） | 6分35秒（全程車） |
| 10分（全程车）                        |                      | 6分35秒（全程車） |
| 其它時段                              |                      | 6分35秒（全程車） |
| 7分（全程車）                         |                      | 6分35秒（全程車） |

## 车站列表
| 车站名称[1] | 英文名称     | 换乘线路[2]                            | 所在区域      | 启用日期       | 月台类型           |              |              |              |              |
| 10號线东延线 | 10號线东延线 | 10號线东延线                           | 10號线东延线  | 10號线东延线   | 10號线东延线       | 10號线东延线 | 10號线东延线 | 10號线东延线 | 10號线东延线 |
| --- | ------------ | -------------------------------------- | ------------- | -------------- | ------------------ | ------------ | ------------ | ------------ | ------------ |
| 黄阁坑 |              | █16号线                                | 龙岗区        | 近期规划       | 未知               |              |              |              |              |
| 大运城邦 |              |                                        | 东莞市 凤岗镇 | 近期规划       | 未知               |              |              |              |              |
| 官井头 |              |                                        | 东莞市 凤岗镇 | 近期规划       | 未知               |              |              |              |              |
| 油甘埔 |              |                                        | 东莞市 凤岗镇 | 近期规划       | 未知               |              |              |              |              |
| 龙平路 |              |                                        | 东莞市 凤岗镇 | 近期规划       | 未知               |              |              |              |              |
| 10號线 |              |                                        |               |                |                    |              |              |              |              |
| 雙擁街 |              | █17号线                                | 龙岗区        | 2020年8月18日  | 地下岛式月台       |              |              |              |              |
| 平湖 |              | 平湖站 █18号线                         | 龙岗区        | 2020年8月18日  | 地下岛式月台       |              |              |              |              |
| 禾花 |              |                                        | 龙岗区        | 2020年8月18日  | 地下岛式月台       |              |              |              |              |
| 华南城 |              |                                        | 龙岗区        | 2020年8月18日  | 地下岛式月台       |              |              |              |              |
| 木古 |              |                                        | 龙岗区        | 2020年8月18日  | 地下岛式月台       |              |              |              |              |
| 上李朗 |              | █17号线                                | 龙岗区        | 2020年8月18日  | 地下岛式月台       |              |              |              |              |
| 凉帽山 |              |                                        | 龙岗区        | 2020年8月18日  | 地下雙岛式站台     |              |              |              |              |
| 甘坑 |              |                                        | 龙岗区        | 2020年8月18日  | 地下岛式月台       |              |              |              |              |
| 雪象 |              |                                        | 龙岗区        | 2020年8月18日  | 地下岛式月台       |              |              |              |              |
| 崗頭 |              |                                        | 龙岗区        | 2020年8月18日  | 地下岛式月台       |              |              |              |              |
| 华为 |              |                                        | 龙岗区        | 2020年8月18日  | 地下岛式月台       |              |              |              |              |
| 贝尔路 |              | █25号线                                | 龙岗区        | 2020年8月18日  | 地下岛式月台       |              |              |              |              |
| 坂田北 |              |                                        | 龙岗区        | 2020年8月18日  | 地下岛式月台       |              |              |              |              |
| 五和 |              | █5号线                                 | 龙岗区        | 2020年8月18日  | 地下岛式月台       |              |              |              |              |
| 光雅园 |              |                                        | 龙岗区        | 2020年8月18日  | 地下岛式月台       |              |              |              |              |
| 南坑 |              |                                        | 龙岗区        | 2020年8月18日  | 地下岛式月台       |              |              |              |              |
| 雅宝 |              |                                        | 龙岗区        | 2020年8月18日  | 地下岛式月台       |              |              |              |              |
| 孖岭 |              | █9号线                                 | 福田区        | 2020年8月18日  | 地下岛式月台       |              |              |              |              |
| 冬瓜嶺 |              |                                        | 福田区        | 2020年8月18日  | 地下一岛一侧式站台 |              |              |              |              |
| 莲花村 |              | █3号线                                 | 福田区        | 2020年8月18日  | 地下侧式月台       |              |              |              |              |
| 岗厦北 |              | █2号线 █11号线 █14号线                 | 福田区        | 2022年10月28日 | 地下侧式月台       |              |              |              |              |
| 岗厦 |              | █1号线                                 | 福田区        | 2020年8月18日  | 地下岛式月台       |              |              |              |              |
| 福民 |              | █4号线 █7号线                          | 福田区        | 2020年8月18日  | 地下岛式月台       |              |              |              |              |
| 福田口岸 |              | █4号线（出閘轉乘） 落马洲站：東鐵綫[4] | 福田区        | 2020年8月18日  | 地下岛式月台       |              |              |              |              |
| 注释 |              |                                        |               |                |                    |              |              |              |              |
| - 1↑ 斜体标示的车站，尚未启用。 - 2↑ 斜体标示的换乘或转乘，尚未启用。 - 3↑ 深圳地铁10号线工程。 - 4↑ 须通过福田口岸前往香港境内的落马洲站转乘，乘客可以利用4號綫收費區的香港八達通優惠紀錄器拍卡換取即日到落馬洲站轉乘東鐵綫的減港幣3元優惠。 |              |                                        |               |                |                    |              |              |              |              |
| 论 编 |              |                                        |               |                |                    |              |              |              |              |

### 换乘站

#### 已投入使用
- 五和站：换乘5号线。建設時有預留換乘條件，為大廳或節點轉乘。
- 孖岭站：换乘9号线。與9號線為通道換乘，並設有9、10號線的聯絡線。
- 莲花村站：轉乘3号线。建設時有預留換乘條件，為L型節點轉乘，並設有3、10號線聯絡線。
- 岗厦北站：轉乘2号线、11号线和14号线。2號線建設時未作出預留，與其餘三線皆透過地下一樓新建的換乘大廳進行轉乘；10號線將透過月台節點換乘11號線和14號線（反之亦然），11號線和14號線同步建設，為平行同台換乘。
- 岗厦站：换乘1号线。1號線建設時未作出預留。為大廳通道轉乘。
- 福民站：换乘4号线与7号线。建设期间均未作出预留，乘客换乘两线时需经站厅通道换乘。

##### 目前需要出闸换乘的换乘站
- 福田口岸站：换乘4号线。因福田口岸交通枢纽中心正在建设，目前乘客换乘时需要出站，然后前往4号线车站进行换乘。

#### 将会成为换乘站的车站
- 黄阁坑站：换乘16号线和21号线。16號綫建設時均未作出預留，轉乘方式未知。
- 平湖站：换乘17号线、18号线和深惠城际铁路。10號綫建設時未作預留，但10號綫與深惠城际線平行但非平行換乘，預計需经过地下一层的缓冲平台层进行换乘。17號線二期和18號綫為遠期線路，未作預留。
- 五和站：换乘深大城际铁路（33號線）、深惠城际铁路和廣深中軸城際。5號綫和10號線建設時均未作出預留，但此站升級成綜合交通樞紐，預計與33號線和深惠城际形成大廳通道轉乘；33號線與深惠城际为双岛四线式同台换乘，廣深中軸城際為為遠期線路，33號線建設時同步建設站台部分。
- 上李朗站：换乘17号线。建設時已预留联络线
- 貝爾路站：换乘25号线。建設時未作出預留，轉乘方式未知。
- 福田口岸站：换乘20号线。20號綫南延段為遠期線路，本线建设时未作出預留。

## 列车

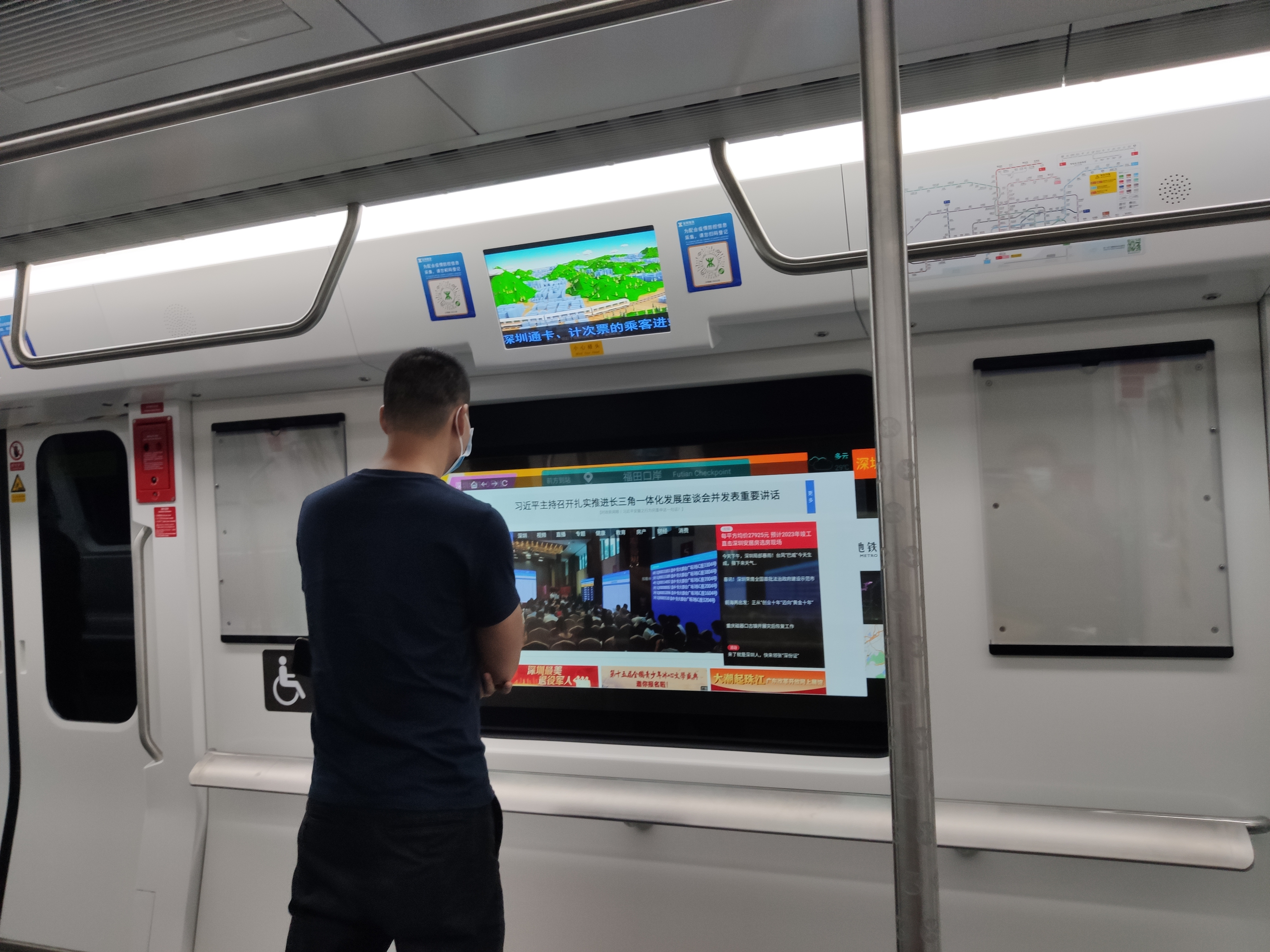
10号线列车智慧车窗，可显示车站结构、车速等信息，也配备触摸屏实现用户交互

本綫規劃為連接市中心、龍崗、龍華新區的重要綫路，參考4號綫運力不足的情況，本綫採用8節A型地铁车辆，比一般路綫的6節車廂載客量增加33%，以應付龐大客流。
10号线列车由中车长春轨道客车生产，地铁内部型号为 10A3508長，车组号范围 1001-1035。列车采用不锈钢车体，最高速度 80km/h。列车配备的“走行部车载故障诊断系统”可实现走行部关键部件的车载在线实时诊断，并对故障作出早期预警和分级报警，准确指导车辆的运用和维修。
| 車廂編號 | 1          | 2          | 3         | 4          | 5         | 6         | 7          | 8          |
| 集電弓   |            | >          |           | >          |           |           | <          |            |
| 形式區分 | 10**1 (Tc) | 10**2 (Mp) | 10**3 (M) | 10**4 (Mp) | 10**5 (M) | 10**6 (M) | 10**7 (Mp) | 10**8 (Tc) |
| 动力单元 | 单元1      | 单元1      | 单元1     | 单元3      | 单元3     | 单元2     | 单元2      | 单元2      |

| █10号线列车（10A3508長）编组列表                                                                                                |
| |
| 粉红色车卡表示该卡为女士优先车厢                                                                                                |
| （Ⅰ）10011（Ⅱ）-（Ⅰ）10012（Ⅱ）-（Ⅰ）10013（Ⅱ）-（Ⅰ）10014（Ⅱ）-（Ⅱ）10015（Ⅰ）-（Ⅱ）10016（Ⅰ）-（Ⅱ）10017（Ⅰ）-（Ⅱ）10018（Ⅰ） |
| （Ⅰ）10021（Ⅱ）-（Ⅰ）10022（Ⅱ）-（Ⅰ）10023（Ⅱ）-（Ⅰ）10024（Ⅱ）-（Ⅱ）10025（Ⅰ）-（Ⅱ）10026（Ⅰ）-（Ⅱ）10027（Ⅰ）-（Ⅱ）10028（Ⅰ） |
| （Ⅰ）10031（Ⅱ）-（Ⅰ）10032（Ⅱ）-（Ⅰ）10033（Ⅱ）-（Ⅰ）10034（Ⅱ）-（Ⅱ）10035（Ⅰ）-（Ⅱ）10036（Ⅰ）-（Ⅱ）10037（Ⅰ）-（Ⅱ）10038（Ⅰ） |
| （Ⅰ）10041（Ⅱ）-（Ⅰ）10042（Ⅱ）-（Ⅰ）10043（Ⅱ）-（Ⅰ）10044（Ⅱ）-（Ⅱ）10045（Ⅰ）-（Ⅱ）10046（Ⅰ）-（Ⅱ）10047（Ⅰ）-（Ⅱ）10048（Ⅰ） |
| （Ⅰ）10051（Ⅱ）-（Ⅰ）10052（Ⅱ）-（Ⅰ）10053（Ⅱ）-（Ⅰ）10054（Ⅱ）-（Ⅱ）10055（Ⅰ）-（Ⅱ）10056（Ⅰ）-（Ⅱ）10057（Ⅰ）-（Ⅱ）10058（Ⅰ） |
| （Ⅰ）10061（Ⅱ）-（Ⅰ）10062（Ⅱ）-（Ⅰ）10063（Ⅱ）-（Ⅰ）10064（Ⅱ）-（Ⅱ）10065（Ⅰ）-（Ⅱ）10066（Ⅰ）-（Ⅱ）10067（Ⅰ）-（Ⅱ）10068（Ⅰ） |
| （Ⅰ）10071（Ⅱ）-（Ⅰ）10072（Ⅱ）-（Ⅰ）10073（Ⅱ）-（Ⅰ）10074（Ⅱ）-（Ⅱ）10075（Ⅰ）-（Ⅱ）10076（Ⅰ）-（Ⅱ）10077（Ⅰ）-（Ⅱ）10078（Ⅰ） |
| （Ⅰ）10081（Ⅱ）-（Ⅰ）10082（Ⅱ）-（Ⅰ）10083（Ⅱ）-（Ⅰ）10084（Ⅱ）-（Ⅱ）10085（Ⅰ）-（Ⅱ）10086（Ⅰ）-（Ⅱ）10087（Ⅰ）-（Ⅱ）10088（Ⅰ） |
| （Ⅰ）10091（Ⅱ）-（Ⅰ）10092（Ⅱ）-（Ⅰ）10093（Ⅱ）-（Ⅰ）10094（Ⅱ）-（Ⅱ）10095（Ⅰ）-（Ⅱ）10096（Ⅰ）-（Ⅱ）10097（Ⅰ）-（Ⅱ）10098（Ⅰ） |
| （Ⅰ）10101（Ⅱ）-（Ⅰ）10102（Ⅱ）-（Ⅰ）10103（Ⅱ）-（Ⅰ）10104（Ⅱ）-（Ⅱ）10105（Ⅰ）-（Ⅱ）10106（Ⅰ）-（Ⅱ）10107（Ⅰ）-（Ⅱ）10108（Ⅰ） |
| （Ⅰ）10111（Ⅱ）-（Ⅰ）10112（Ⅱ）-（Ⅰ）10113（Ⅱ）-（Ⅰ）10114（Ⅱ）-（Ⅱ）10115（Ⅰ）-（Ⅱ）10116（Ⅰ）-（Ⅱ）10117（Ⅰ）-（Ⅱ）10118（Ⅰ） |
| （Ⅰ）10121（Ⅱ）-（Ⅰ）10122（Ⅱ）-（Ⅰ）10123（Ⅱ）-（Ⅰ）10124（Ⅱ）-（Ⅱ）10125（Ⅰ）-（Ⅱ）10126（Ⅰ）-（Ⅱ）10127（Ⅰ）-（Ⅱ）10128（Ⅰ） |
| （Ⅰ）10131（Ⅱ）-（Ⅰ）10132（Ⅱ）-（Ⅰ）10133（Ⅱ）-（Ⅰ）10134（Ⅱ）-（Ⅱ）10135（Ⅰ）-（Ⅱ）10136（Ⅰ）-（Ⅱ）10137（Ⅰ）-（Ⅱ）10138（Ⅰ） |
| （Ⅰ）10141（Ⅱ）-（Ⅰ）10142（Ⅱ）-（Ⅰ）10143（Ⅱ）-（Ⅰ）10144（Ⅱ）-（Ⅱ）10145（Ⅰ）-（Ⅱ）10146（Ⅰ）-（Ⅱ）10147（Ⅰ）-（Ⅱ）10148（Ⅰ） |
| （Ⅰ）10151（Ⅱ）-（Ⅰ）10152（Ⅱ）-（Ⅰ）10153（Ⅱ）-（Ⅰ）10154（Ⅱ）-（Ⅱ）10155（Ⅰ）-（Ⅱ）10156（Ⅰ）-（Ⅱ）10157（Ⅰ）-（Ⅱ）10158（Ⅰ） |
| （Ⅰ）10161（Ⅱ）-（Ⅰ）10162（Ⅱ）-（Ⅰ）10163（Ⅱ）-（Ⅰ）10164（Ⅱ）-（Ⅱ）10165（Ⅰ）-（Ⅱ）10166（Ⅰ）-（Ⅱ）10167（Ⅰ）-（Ⅱ）10168（Ⅰ） |
| （Ⅰ）10171（Ⅱ）-（Ⅰ）10172（Ⅱ）-（Ⅰ）10173（Ⅱ）-（Ⅰ）10174（Ⅱ）-（Ⅱ）10175（Ⅰ）-（Ⅱ）10176（Ⅰ）-（Ⅱ）10177（Ⅰ）-（Ⅱ）10178（Ⅰ） |
| （Ⅰ）10181（Ⅱ）-（Ⅰ）10182（Ⅱ）-（Ⅰ）10183（Ⅱ）-（Ⅰ）10184（Ⅱ）-（Ⅱ）10185（Ⅰ）-（Ⅱ）10186（Ⅰ）-（Ⅱ）10187（Ⅰ）-（Ⅱ）10188（Ⅰ） |
| （Ⅰ）10191（Ⅱ）-（Ⅰ）10192（Ⅱ）-（Ⅰ）10193（Ⅱ）-（Ⅰ）10194（Ⅱ）-（Ⅱ）10195（Ⅰ）-（Ⅱ）10196（Ⅰ）-（Ⅱ）10197（Ⅰ）-（Ⅱ）10198（Ⅰ） |
| （Ⅰ）10201（Ⅱ）-（Ⅰ）10202（Ⅱ）-（Ⅰ）10203（Ⅱ）-（Ⅰ）10204（Ⅱ）-（Ⅱ）10205（Ⅰ）-（Ⅱ）10206（Ⅰ）-（Ⅱ）10207（Ⅰ）-（Ⅱ）10208（Ⅰ） |
| （Ⅰ）10211（Ⅱ）-（Ⅰ）10212（Ⅱ）-（Ⅰ）10213（Ⅱ）-（Ⅰ）10214（Ⅱ）-（Ⅱ）10215（Ⅰ）-（Ⅱ）10216（Ⅰ）-（Ⅱ）10217（Ⅰ）-（Ⅱ）10218（Ⅰ） |
| （Ⅰ）10221（Ⅱ）-（Ⅰ）10222（Ⅱ）-（Ⅰ）10223（Ⅱ）-（Ⅰ）10224（Ⅱ）-（Ⅱ）10225（Ⅰ）-（Ⅱ）10226（Ⅰ）-（Ⅱ）10227（Ⅰ）-（Ⅱ）10228（Ⅰ） |
| （Ⅰ）10231（Ⅱ）-（Ⅰ）10232（Ⅱ）-（Ⅰ）10233（Ⅱ）-（Ⅰ）10234（Ⅱ）-（Ⅱ）10235（Ⅰ）-（Ⅱ）10236（Ⅰ）-（Ⅱ）10237（Ⅰ）-（Ⅱ）10238（Ⅰ） |
| （Ⅰ）10241（Ⅱ）-（Ⅰ）10242（Ⅱ）-（Ⅰ）10243（Ⅱ）-（Ⅰ）10244（Ⅱ）-（Ⅱ）10245（Ⅰ）-（Ⅱ）10246（Ⅰ）-（Ⅱ）10247（Ⅰ）-（Ⅱ）10248（Ⅰ） |
| （Ⅰ）10251（Ⅱ）-（Ⅰ）10252（Ⅱ）-（Ⅰ）10253（Ⅱ）-（Ⅰ）10254（Ⅱ）-（Ⅱ）10255（Ⅰ）-（Ⅱ）10256（Ⅰ）-（Ⅱ）10257（Ⅰ）-（Ⅱ）10258（Ⅰ） |
| （Ⅰ）10261（Ⅱ）-（Ⅰ）10262（Ⅱ）-（Ⅰ）10263（Ⅱ）-（Ⅰ）10264（Ⅱ）-（Ⅱ）10265（Ⅰ）-（Ⅱ）10266（Ⅰ）-（Ⅱ）10267（Ⅰ）-（Ⅱ）10268（Ⅰ） |
| （Ⅰ）10271（Ⅱ）-（Ⅰ）10272（Ⅱ）-（Ⅰ）10273（Ⅱ）-（Ⅰ）10274（Ⅱ）-（Ⅱ）10275（Ⅰ）-（Ⅱ）10276（Ⅰ）-（Ⅱ）10277（Ⅰ）-（Ⅱ）10278（Ⅰ） |
| （Ⅰ）10281（Ⅱ）-（Ⅰ）10282（Ⅱ）-（Ⅰ）10283（Ⅱ）-（Ⅰ）10284（Ⅱ）-（Ⅱ）10285（Ⅰ）-（Ⅱ）10286（Ⅰ）-（Ⅱ）10287（Ⅰ）-（Ⅱ）10288（Ⅰ） |
| （Ⅰ）10291（Ⅱ）-（Ⅰ）10292（Ⅱ）-（Ⅰ）10293（Ⅱ）-（Ⅰ）10294（Ⅱ）-（Ⅱ）10295（Ⅰ）-（Ⅱ）10296（Ⅰ）-（Ⅱ）10297（Ⅰ）-（Ⅱ）10298（Ⅰ） |
| （Ⅰ）10301（Ⅱ）-（Ⅰ）10302（Ⅱ）-（Ⅰ）10303（Ⅱ）-（Ⅰ）10304（Ⅱ）-（Ⅱ）10305（Ⅰ）-（Ⅱ）10306（Ⅰ）-（Ⅱ）10307（Ⅰ）-（Ⅱ）10308（Ⅰ） |
| （Ⅰ）10311（Ⅱ）-（Ⅰ）10312（Ⅱ）-（Ⅰ）10313（Ⅱ）-（Ⅰ）10314（Ⅱ）-（Ⅱ）10315（Ⅰ）-（Ⅱ）10316（Ⅰ）-（Ⅱ）10317（Ⅰ）-（Ⅱ）10318（Ⅰ） |
| （Ⅰ）10321（Ⅱ）-（Ⅰ）10322（Ⅱ）-（Ⅰ）10323（Ⅱ）-（Ⅰ）10324（Ⅱ）-（Ⅱ）10325（Ⅰ）-（Ⅱ）10326（Ⅰ）-（Ⅱ）10327（Ⅰ）-（Ⅱ）10328（Ⅰ） |
| （Ⅰ）10331（Ⅱ）-（Ⅰ）10332（Ⅱ）-（Ⅰ）10333（Ⅱ）-（Ⅰ）10334（Ⅱ）-（Ⅱ）10335（Ⅰ）-（Ⅱ）10336（Ⅰ）-（Ⅱ）10337（Ⅰ）-（Ⅱ）10338（Ⅰ） |
| （Ⅰ）10341（Ⅱ）-（Ⅰ）10342（Ⅱ）-（Ⅰ）10343（Ⅱ）-（Ⅰ）10344（Ⅱ）-（Ⅱ）10345（Ⅰ）-（Ⅱ）10346（Ⅰ）-（Ⅱ）10347（Ⅰ）-（Ⅱ）10348（Ⅰ） |
| （Ⅰ）10351（Ⅱ）-（Ⅰ）10352（Ⅱ）-（Ⅰ）10353（Ⅱ）-（Ⅰ）10354（Ⅱ）-（Ⅱ）10355（Ⅰ）-（Ⅱ）10356（Ⅰ）-（Ⅱ）10357（Ⅰ）-（Ⅱ）10358（Ⅰ） |

部分列车（1014号及1017号-1025号列车）采用永磁牵引系统，此为永磁牵引系统在深圳地铁的首次应用。
1021号列车配置了带有透明OLED屏幕的“智慧车窗”，使乘客可以与车内信息系统进行交互。

## 事故
2018年7月7日，10号线岗厦北站施工现场的四条电缆被挖断，导致深业上城、中广核大厦、东方新天地、广电大厦、建设银行大厦等用户停电，深圳供电局官方微博再次发表微博予以谴责。7月8日凌晨，深圳地铁官方微博称将组织施工单位进行抢修修复，同时启用备用电源供电，预计7月13日完成修复。深圳地铁也同时就此事表示歉意。
然而，在7月8日深圳地铁发表致歉微博后不久，10号线再曝野蛮施工事件。7月10日，10号线平吉大道李朗站施工期间，工作人员将一条供水主管道（水泥给水管）挖爆，致使南湾街道友信食品城、兆驰集团、上下李朗社区等沿线用户停水。11日，布吉供水公司表示已派员抢修，预计当晚7点可恢复供水。

## 注解
1. ↑  起初的计划为地下车站20座，高架车站2座，地面站1座
2. ↑   註: